# 歐申尼克 (新澤西州)
歐申尼克（英語：Oceanic）是位於美國新澤西州蒙茅斯縣的非建制地區。

## 歷史
歐申尼克的郵局於1871年設立，其後於1919年停運。

## 地理
歐申尼克所處的海拔為高於海平面3米（即10英呎），而該地所採用的時區為UTC-5，即北美东部时区（EST）。同時該地設有夏令時間，為UTC-5調快一小時，即UTC-4（EDT）。